# John Amen
John Harlan Amen, né le 15 septembre 1898 à Exeter, et mort le 10 mars 1960 à New York, est un juriste, militaire américain et procureur en charge de l'interrogatoire des accusés et témoins au procès de Nuremberg.

## Biographie
En 1926, il épouse Marion Cleveland (1895–1977), fille du président Grover Cleveland, qui a une fille de son premier mariage avec William Stanley Dell. En 1928, il est nommé assistant spécial du procureur des États-Unis dans l'État de New York, où il est responsable de la lutte contre le crime organisé jusqu'en 1942. Il est le premier à appliquer les lois antitrust pour lutter contre la mafia et les gangs. Dans ses bureaux, on le surnomme Racket-Buster (destructeur de gangs).

### Seconde Guerre mondiale
Pendant la Seconde Guerre mondiale, il est nommé chef de la Division des interrogatoires de la Commission des crimes de guerre des Nations unies avec Robert Jackson pour supérieur direct, et a le rang de colonel. Amen dirige l'interrogatoire des accusés et des témoins au procès de Nuremberg, et tient le rôle de procureur pour des témoins importants comme Otto Ohlendorf le 3 janvier 1946. Ne maîtrisant pas l'allemand, il est assisté par le traducteur en chef Richard Sonnenfeldt (en). Lors de l'interrogatoire d'Hermann Göring, Amen utilise une tactique d'interrogatoire qui lui est propre : il pose exclusivement des questions sur des faits pour lesquels l'accusation dispose déjà de preuves. Goering nie alors tout sous serment. Amen le confronte alors aux ordres que Göring a lui-même signés, ordres dont Goering vient de nier l'existence. Lors de la présentation des preuves, Amen joint également les retranscriptions des interrogatoires qui démontrent les mensonges de Goring. Bien que Göring, en tant qu'accusé, ne puisse être poursuivi pour faux témoignage, sa parole lors du procès est lourdement discréditée.

## Après la guerre
Avec son ancien assistant au parquet, Herman L. Weisman (1904-1999) et un autre associé, il fonde le cabinet d'avocats Amen Weisman & Butler à New York après la guerre, qui devient après sa mort Finley Kumble, un des plus grands cabinets d'avocats américains des années 1980. John Harlan Amen meurt à l'hôpital Roosevelt de Manhattan et est enterré avec son épouse au cimetière de Princeton dans le New Jersey.